# Kościół św. Mikołaja w Kotliskach
Kościół św. Mikołaja w Kotliskach – zabytkowy, rzymskokatolicki kościół filialny w Kotliskach w województwie dolnośląskim, powiecie lwóweckim, gminie Lwówek Śląski. Wzmiankowany po raz pierwszy w 1305 w księdze uposażeń biskupstwa wrocławskiego. Świątynia należy do dekanatu Nowogrodziec diecezji legnickiej.

## Historia
Kościół św. Mikołaja w Kotliskach to jedna z najstarszych świątyń regionu, której początki sięgają średniowiecza. Pierwsza wzmianka o istnieniu kościoła pochodzi z 1305 roku i znajduje się w Liber fundationis episcopatus Vratislaviensis – księdze uposażeń biskupstwa wrocławskiego. Obecna budowla została wzniesiona w XV wieku, a około 1500 roku dobudowano do niej wieżę. Charakterystyczne portale wskazują, że ich forma powstała w pierwszej ćwierci XVI wieku. W latach 1520–1654 kościół pełnił funkcję zboru ewangelickiego.
Na przestrzeni wieków świątynia była kilkukrotnie przebudowywana. Największe prace restauracyjne miały miejsce w XIX wieku – wtedy wzniesiono empory, wykonano nową więźbę dachową i przebudowano zachodni szczyt. Odnotowano również założenie cmentarza przykościelnego w 1861 roku.
Obiekt był modernizowany w XIX w., wówczas na jego wieży umieszczono zegar. Od roku 1945 kościół pozostaje nieużytkowany i ma charakter trwałej ruiny.
Po II wojnie światowej, kiedy zbór ewangelicki w Kotliskach Górnych przeszedł w ręce kościoła katolickiego, kościół pw. św. Mikołaja przestał być użytkowany. Okazjonalnie wykorzystywano go jako kaplicę cmentarną, jednak z czasem zupełnie zaprzestano jakichkolwiek działań liturgicznych. 

## Architektura i wyposażenie
Świątynia usytuowana jest w środkowej części siedliska wsi, po południowej stronie szosy. Utrzymana w stylu późnogotycko-renesansowym, reprezentuje typ niewielkiego śląskiego kościoła z obszaru Pogórza Izerskiego. Kościół św. Mikołaja jest orientowaną, jednonawową budowlą wykonaną z kamienia łamanego i ciosowego, posadowioną na kamiennych fundamentach z fazowaną posadzką. Tynkowana z pozostawionymi kamiennymi narożami, z nieotynkowanymi szczytami wschodnim i zachodnim. Znajduje się na niewielkim wzniesieniu po południowej stronie drogi powiatowej Lwówek–Kogutów, w centrum wsi. Oparty został na planie prostokąta z węższym, zamkniętym trójbocznie i wzmocnionym przyporami prezbiterium. Od strony północnej dostawiono czterokondygnacyjną wieżę o kwadratowej podstawie oraz aneks zakrystii. W otynkowanych elewacjach kościoła umieszczony został szereg wysokich, rozglifionych, zamkniętych ostrym i półkolistym łukiem okien. W górnej kondygnacji wieży umieszczone zostały niewielkie okna zamknięte kotarowo, a w zachodnim szczycie w XIX w. wstawiono maswerkową rozetę. Otwory okienne osadzone zostały w piaskowcowych obramieniach.
Więźba dachowa została wykonana w różnych technikach – stolcowo-storczykowa, szarowo-kleszczowa, krokwiowo-jętkowa – w zależności od części budynku. Trójprzęsłową nawę kościoła osłonił drewniany strop. Prezbiterium nakryte zostało sklepieniem krzyżowo-żebrowym. Pozostałością oryginalnego wystroju jest sztukatorski fryz w nawie. Korpus kościoła nakryty został wysokim dachem dwuspadowym, a prezbiterium zwieńczono niższym dachem wielopołaciowym. Wieża otrzymała kryty blachą, czterospadowy dach o krótkiej kalenicy, a jej szczytową partię zwieńczył krenelaż. Aneks zakrystii nakryto pulpitowo. Pokrycie dachowe stanowiła dachówka ceramiczna typu mnich-mniszka oraz łupek. Posadzki w kościele to zarówno kamienne płyty, jak i deski, choć część z nich uległa zniszczeniu.
Do świątyni prowadziły różne rodzaje portali – ostrołukowe i prosto zamknięte – z zachowanymi oryginalnymi drzwiami o zdwojonej konstrukcji i metalowym okratowaniu. Wnętrze było bogato wyposażone – m.in. w drewniane schody i empory wspierane na kolumnach z ozdobnymi wolutami. Od północy, w przyziemiu wieży, znalazł się późnogotycki, profilowany portal o przenikających się laskowaniach. W ścianie zachodniej wmurowano wczesnorenesansowy portal o wykroju półkolistym.
Kościół otoczony jest cmentarzem z kamiennym murem ogrodzeniowym – murowane z kamienia ogrodzenie z żelazną bramą i furtką. Na terenie przykościelnym znajduje się cmentarz oraz zadrzewienia. Bryła świątyni została wzbogacona o wieżę od strony północnej, która nakryta jest sklepieniem kolebkowym, a prezbiterium sklepieniem żebrowym. Wnętrze niegdyś ozdabiały empory z malowanymi balustradami, strop belkowy z dekoracyjnym fryzem oraz kamienne epitafia z XVI–XVIII wieku.
Wyposażenie kościoła w większości przeniesiono do innych świątyń. Znajdowały się tu m.in. polichromowane drewniane figury z XV i XVIII w. i kamienna statua św. Jana Nepomucena z XVIII w. W posadzkę jeszcze w XVI w. wmurowano płytę nagrobną, a na zewnętrznych ścianach kościoła znalazł się szereg kamiennych, barokowych epitafiów rodziny von Eicke. 

## Dewastacja i konserwacja
Po 1945 roku kościół został opuszczony, co zapoczątkowało jego postępującą dewastację. Z czasem zawalił się dach i częściowo mury, zniszczeniu uległy również empory. W 1987 roku runęły resztki stropu, a opadające tynki odsłoniły fragmenty historycznej polichromii.
W 1988 roku rozpoczęto pierwsze działania ratunkowe – malowidła zostały zdjęte z południowej ściany nawy i ściany tęczowej. Trzy lata później, w 1991 roku, podjęto działania zabezpieczające: świątynię pokryto nowym dachem i stropem, a w 1993 roku dach pokryto dachówką..
W ostatnich latach Parafia Rzymskokatolicka pw. św. Mikołaja i MB Śnieżnej w Kotliskach kilkukrotnie występowała o dotacje na kontynuację remontu świątyni. W budżecie Gminy i Miasta Lwówek Śląski na 2022 rok przewidziano środki na wsparcie zabytków, a na kościół w Kotliskach przeznaczono kwotę 15.000 zł na dalsze prace przy dachu.
Prace remontowe, prowadzone na podstawie decyzji wydanej przez Wojewódzki Urząd Ochrony Zabytków w Jeleniej Górze, objęły m.in. wzmocnienie fundamentów, stabilizację ścian i konstrukcji więźby dachowej. Działania są prowadzone pod okiem uprawnionego konserwatora zabytków.

## Kontrowersje
W związku z prowadzonymi pracami zamknięto cmentarz przykościelny, co spotkało się z niezadowoleniem lokalnej społeczności. Po nagłośnieniu sprawy, proboszcz ogłosił, że wejście na cmentarz odbywa się na własną odpowiedzialność.
Pojawiły się również pogłoski o poszukiwaniach skarbów, jednak Dolnośląski Wojewódzki Konserwator Zabytków zaprzeczył tym doniesieniom, zapewniając, że nie stwierdzono takich działań.